# Казалбуоно
Казалбуо̀но (на италиански: Casalbuono) е село и община в Южна Италия, провинция Салерно, регион Кампания. Разположено е на 661 m надморска височина. Населението на общината е 1236 души (към 2010 г.).